# Winthemia rifiventris
Winthemia rifiventris là một loài ruồi trong họ Tachinidae.